# Janique Watier
Pour les articles homonymes, voir Watier.
Janique Watier est une poétesse canadienne née à Montréal (Québec).
Elle a notamment publié un recueil intitulé Le Souffle d'une île en 2002. Elle a ensuite publié un recueil de nouvelles sur les îles du Saint-Laurent intitulé L'Île aux masques en 2007.